# André Dias de Escobar
André Dias de Escobar (Lisboa, 1348 - 1448 ou 1450), também conhecido como André de Rendufe, de Lisboa, Andreas Hispanus, Destabar ou Didaci, foi um religioso da Ordem de São Bento, abade, bispo, mestre em teologia, canonista e professor universitário.

## Biografia
Mestre André Dias professou antes dos dezoito e obteve o mestrado em Teologia na Universidade de Viena. Foi professor em Viena e em Roma. Foi dominicano, depois cônego regrante e por fim beneditino. Foi escritor, tradutor de laudes e compositor de música sacra.
Foi procurador do duque da Áustria na Cúria, Penitenciário menor do Papa e abade do Mosteiro de Santo André de Rendufe (1401-1414). Em 25 de maio de 1410, foi nomeado Bispo de Ciudad Rodrigo, na Espanha (1410-1422); em 4 de setembro de 1422, nomeado bispo de Ajaccio, na França (1422-1428); resignou em 5 de maio de 1428, sendo então nomeado bispo titular de Megara (1428-1450).
Em 1432, fundou a Confraria do Santo Nome de Jesus no convento de São Domingos de Lisboa. Participou dos Concílios de Constança (1414-1418) e de Basileia-Ferrara-Florença (1431-1445). Consagrou treze bispos e foi principal co-consagrante de outros seis.
A partir de 1428 foi abade comendatário do mosteiro de Alpendurada, castigado pela posição que manifestou contra a Igreja Grega na tentativa de união das duas igrejas no concílio de Florença. Em 1441, foi privado de sua comenda, por transgredir a sentença de viver isolado. Faleceu nessa posição.

## Obras
- Interrogationes pro confessoribus
- Regula decimarum
- Modus confitendi
- Tractatus polemico-theologicus de Graecis errantibus (1428)
- De decimis (1425)
- Lumen confessorum
- Confessio minor seu Modus confitendi
- Confessio maior
- De decimis
- Interrogationes et doctrinae quibus quilibet sacerdos debet interrogare suum confitentem
- Canones poenitentiales
- Laudes e cantigas espirituais (1435)[1][2][3][5][7][8]